# ジョシュア・ベル
ジョシュア・ベル（Joshua Bell, 1967年12月9日 - ）は、アメリカ合衆国のヴァイオリニスト。グラミー賞受賞者。

## 略歴
インディアナ州ブルーミントン出身でユダヤ系である。父親は同性愛研究の草分けとして知られる心理学者、インディアナ大学教授のアラン・ポール・ベルである。4歳のときに自宅の引き出しに結わえたゴムを弾いて、母親がピアノで演じた旋律を模奏したのをきっかけに両親がヴァイオリンを買い与え、レッスンを受け始めた。12歳の頃から地元インディアナ大学の名教師として知られるジョーゼフ・ギンゴールドの薫陶を受ける。14歳で、リッカルド・ムーティ指揮するフィラデルフィア管弦楽団と共演し、1985年にセントルイス交響楽団と共演してカーネギーホールにデビューを果たした。それからは世界中の主要なオーケストラや指揮者と共演している。
2011年からはアカデミー室内管弦楽団の音楽監督を務めている。

## 録音、共演者など
1980年代後半からデッカの専属ヴァイオリニストとして録音活動を開始した。この時期、同レーベルの専属のピアニスト、ジャン＝イヴ・ティボーデ、オッリ・ムストネンや、指揮者のシャルル・デュトワと共演や録音を行い、公私にわたって親しい間柄となる。特にムストネンとは、チェリストのスティーヴン・イッサーリスを加えてピアノ三重奏での共演を繰り返したが、ベートーヴェンのヴァイオリンソナタ第9番『クロイツェル』のリハーサルの際に、テンポの設定を巡る意見の相違から決別し、以後その関係は修復されていない。
ベルは定番の協奏曲や協奏的作品に加えて、ニコラス・モーなどの新作協奏曲を演奏・録音し、シューマンなどの、めったに演奏されない協奏曲の再評価にも熱心であった。1990年代後半になって、アメリカの作品を多く録音したいベルの意向と、経営難で専属アーティストを減らし、また確実に売れるレパートリーのリリースを余儀なくされていたデッカの思惑が食い違い、ベルはソニー・クラシカルに移籍した。
1998年のカナダ映画『レッド・バイオリン』において、ジョン・コリリアーノ作曲の映画音楽でソロ・パートを演奏している。また、2004年のイギリス映画『ラヴェンダーの咲く庭で』においても、ソロ・ヴァイオリン演奏を担当している。

## 楽器
19歳の時に、ヴィオラ・ダモーレを改造した角のない丸い胴を持っているギター型のストラディヴァリウス "Chanot-Chardon"を購入し、使用していたが、ストラディヴァリウスの「トム・タイラー」を貸与された後、それを購入した。その後「トム・タイラー」を手放し、5億円で1713年製のストラディヴァリウス「ギブソン」を購入した。
弦は長らくトマスティック社製のドミナントのGDA線に、ゴールド・ブラカットの0.26ミリE線を張っていたが、「ギブソン」を使うようになった時期からピラストロ社のエヴァピラッツィを使用している。

## ワシントン・ポスト紙の実験
『ワシントン・ポスト』のコラムニスト、ジーン・ワインガルテンの発案で、2007年1月12日の朝のラッシュ時、ベルは野球帽を被り、地下鉄ワシントンメトロのランファン・プラザ駅にて、ストリートミュージシャンに扮する実験を行った。曲目は前日のコンサートと同じものであり、それもメジャーなものだった。その様子を隠しカメラで撮影したところ、実験の約45分間でこの横を1097人が通過したものの、金を置いて行った客は28人、ちゃんと立ち止まって演奏を聞いたのは7人、この人物がベルだと気付いたのはたった1人だった。そして、ベルが客から得た金は、ベルだと気付いた1人から得た20ドルを除けば、わずか32.17ドルだった。
これは、たとえ近くで名演が行われていても、注意深く観察しなければ多くの人がそれに気付かないことを示した実験報告だとして、ワインガルテンは2008年のピューリッツァー賞を受賞している。また、『ワシントン・ポスト』はこのビデオをYouTubeに投稿している。